# تبادل کتاب

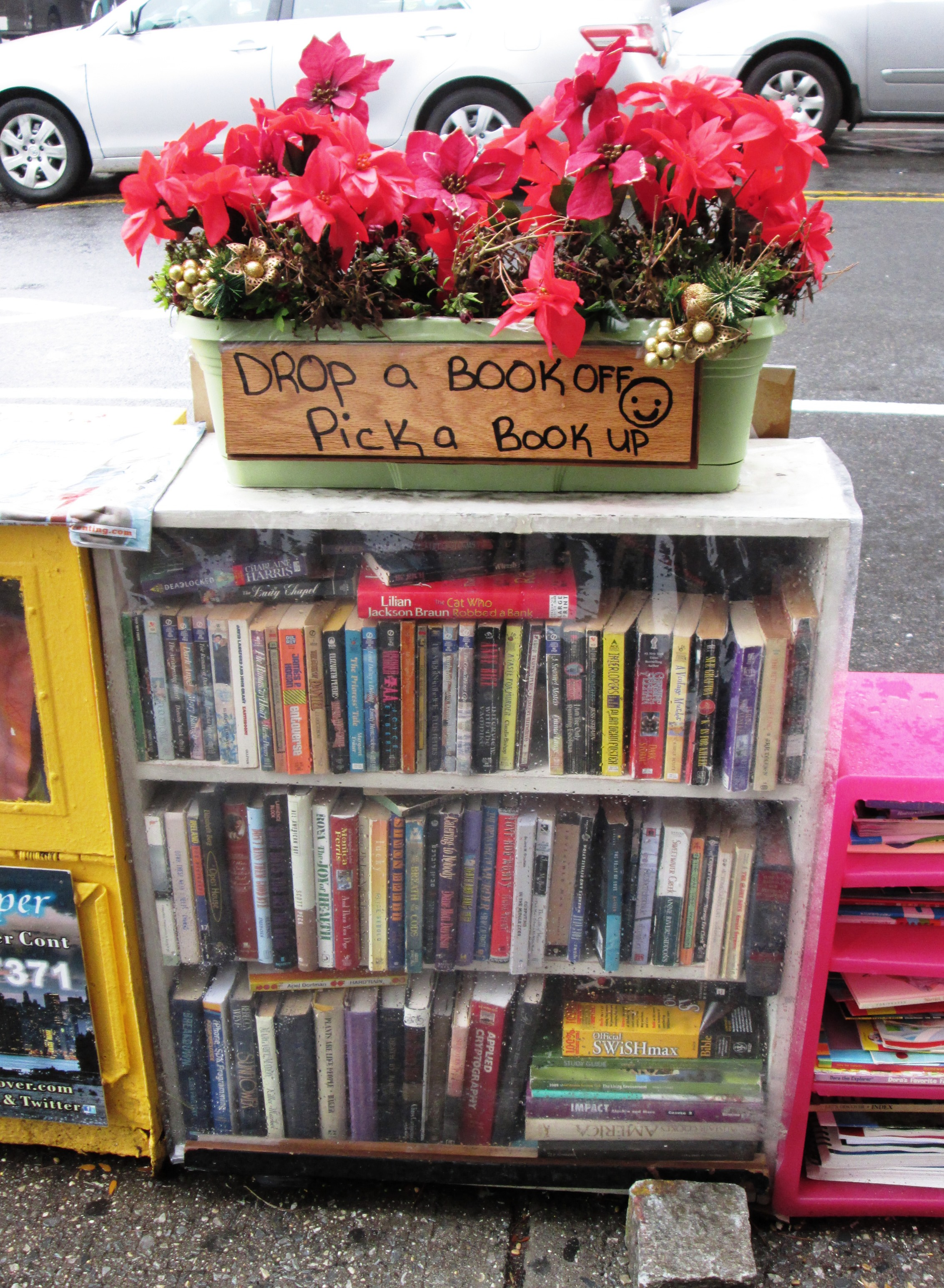
مبادلهٔ کتاب خیابانی"یک کتاب بردار و یک کتاب بگدار."

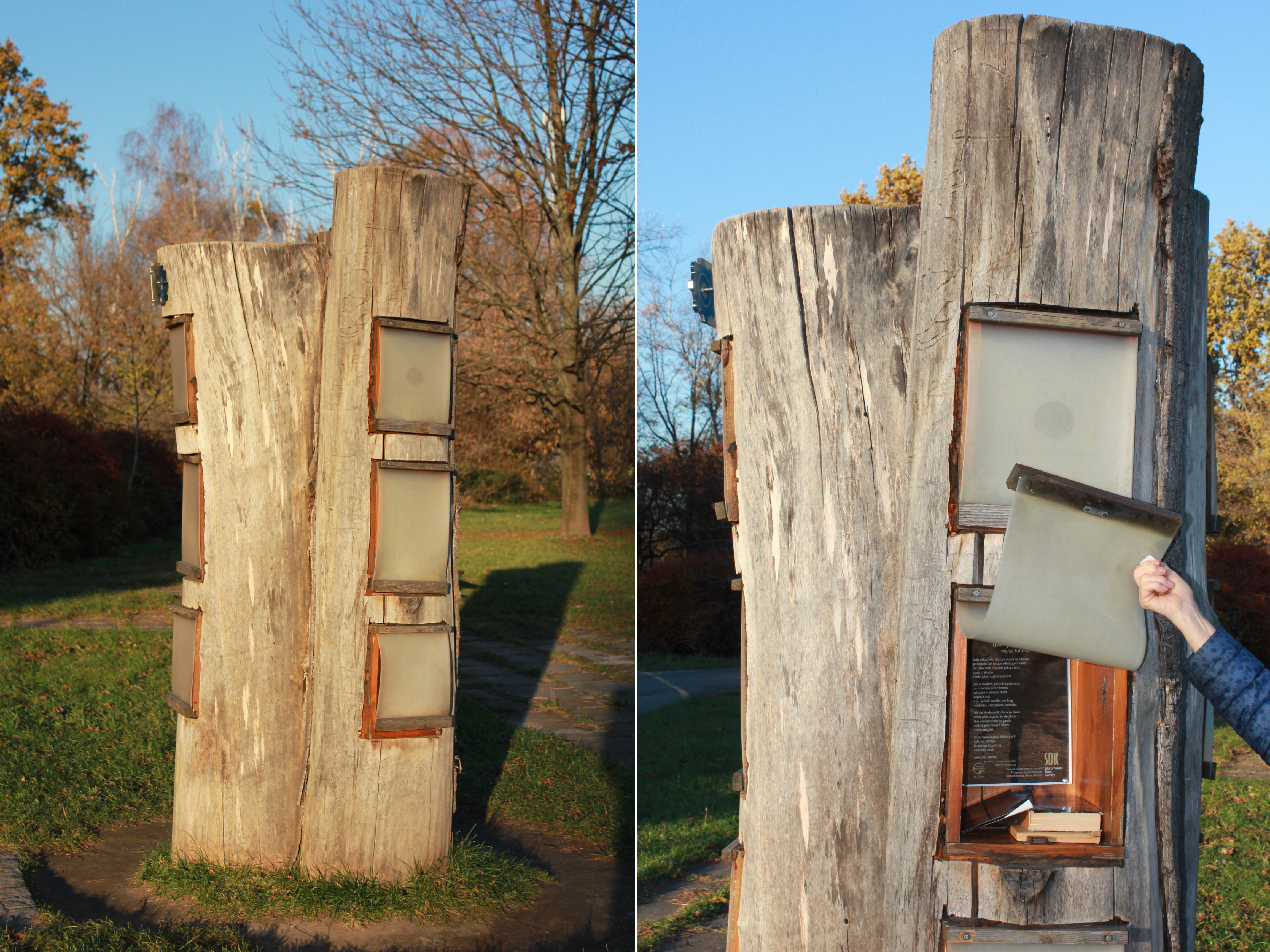
محل مبادله کتاب در تنه درخت در پارکی در ورشو.

مبادله کتاب یا تبادل کتاب بین اشخاص صورت می‌پذیرد. این عمل یک راه ارزان و اقتصادی برای مردم برای مطالعه فراهم می‌کند، دوستداران مطالعه کتاب‌های جدید را پیدا می‌کنند و یک کتاب جدید برای خواندن بدون پرداخت وجه به دست می‌آورند. اهل مطالعه که علاقه زیادی به خواندن دارند برایشان فرقی میان خواندن کتاب نو و کتاب دست دوم وجود ندارد، بنابراین تبادل کتاب می‌تواند برای آنها یک فرایند مناسب جهت گسترش معلومات از طریق مطالعه باشد.
برنامه‌های تبادل کتاب کالج
بسیاری از دانشگاه‌ها و کالج‌ها و حتی اشخاص حقیقی و حقوقی برنامه‌های مبادله آنلاین را برای کمک به دانش پژوهان توسعه داده‌اند. در این وب سایت‌ها یا اپلیکیشن‌ها به سادگی می‌توان با شخص یا اشخاص تبادل کتاب انجام داد. این مسئله کمک زیادی به اقتصاد دانش‌پژوهان در تهیه کتب دارد.

## وب سایت‌های مبادله کتاب
وب سایت‌های مبادله کتابBookmoorch، یک سایت مبادله کتاب آنلاین
Bookup، یک برنامه کتاب چاپی برای iOS
ReadItSwapIt، یک سایت مبادله آنلاین کتاب
Little Free Library، پست‌های تجاری که کتاب‌های رایگان جای داده شده در ظروف کوچک به اعضای جامعه محلی
WhatsOnMyBookshelf، یک سایت مبادله آنلاین کتاب
PaperBackSwap
Lerno، مربوط به خوانندگان به صورت محلی (همان کالج، محله)